# Mardarius (martyr)
Mardarius (appelé Mardaire en français) est l'un des cinq martyrs qui ont souffert sous l'empereur Dioclétien (284-305) à Sébaste en Arménie.
Les quatre autres martyrs de Sébaste sont Auxence, Eustrate, Eugène et Oreste.
Mardarius est inscrit au Menaion, répertoire des saints des Églises d'Orient de rite byzantin. Il est fêté le 13 décembre (26 décembre du calendrier grégorien).

## Hagiographie
Eustrate, commandant militaire et archiviste de la ville de Satala (en), était chrétien en secret. Lorsqu'il avoua sa foi, il fut soumis à la torture. Il fut transporté dans la ville d'Arabrak. Mardarius, un simple homme du peuple, témoin de l'arrivée d'Eustrate à Arabrak, avoua qu'il était aussi chrétien. Il fut arrêté et jeté en prison. On fora des trous dans ses chevilles et on y passa des cordes. Il fut suspendu la tête en bas, puis on lui martela des pointes chauffés dans le corps. Il mourut peu de temps après.
On lui attribue la prière O Seigneur, Dieu Maître, Père tout-puissant… récitée en diverses occasions, dont l'apodeipnon dans les Églises d'Orient de rite byzantin.

## Prière de Mardarius

### Texte
O Seigneur, Dieu Maître, Père tout-puissant

O Seigneur, Fils unique, Jesus-Christ,

O Saint-Esprit, Divinité unique, Puissance unique,

Aie pitié de moi, pécheur,

Et par ton jugement,

Sauve-moi, ton indigne serviteur;

Béni sois-tu pour les siècles des siècles. Amen.

### Commentaire
Cette prière exprime, selon les fidèles des Églises d'Orient, la soumission totale à Dieu d'un homme qui va mourir pour sa foi.